# Akosia Sabet
Akosia Sabet es una actriz, modelo y cantante ghanesa-australiana. Su debut como actriz fue en 2018 en la película Winchester, desde entonces ha continuado con créditos de actuación en Secret Bridesmaids' Business (2019) y Clickbait (2021) e interpretó a la diosa de Wakanda, Bastet en la película del UCM, Thor: Love and Thunder (2022).

## Biografía
Sabet creció en un típico barrio suburbano de Melbourne. Sus padres, originarios de Ghana, se trasladaron a Australia cuando Akosia tenía sólo dos años y encontraron consuelo en una comunidad cristiana muy unida. Inmersa en un capullo residencial, a una edad temprana Akosia comenzó a cantar en la iglesia local y ganó una beca en el coro nacional de niños de Australia. De niña, Akosia fue consciente de las diferencias de su origen, complexión y crianza por parte de sus compañeros de colegio. Como respuesta, sus años de formación transcurrieron en un mundo propio mientras se refugiaba en la poesía, la danza y la actuación.
De joven, la curiosidad y la fascinación de Akosia por las artes escénicas se convirtieron en una historia de amor musical cuando empezó a colaborar con sus amigos. Sin saberlo entonces, la balsa salvavidas creativa que mantuvo a flote a esta joven artista se convertiría en los cimientos de la Akosia que vemos ahora. Con el tiempo, Akosia comenzó a ramificarse a través de diferentes medios y, muy pronto, su propósito de la infancia comenzó a materializarse como artista en solitario. Como Akosia explica hábilmente: 

"Estaba alimentando una voz y un sueño dentro de mí que necesitaba liberar".

Las inspiraciones sonoras de Akosia parecen un tanto ilimitadas, cosidas en los escritos de Maya Angelou y Billy Chapata, además de la música de Sade, Miles Davis y muchos más. El impacto de este ecléctico mosaico de influencias musicales se percibe en su obra, que es tan dinámica visual como sonoramente. Para Akosia, cada elemento de expresión está pensado, afinado y perfeccionado. Su enfoque multidimensional como artista se basa en su larga historia como creadora de cambios de forma, polímata y triple amenaza: actriz, modelo y cantautora.
Akosia se ha propuesto crear ondas musicales de gran alcance y con un eco inconfundible. 

"Mi sueño es que mi música forme parte de la banda sonora de la vida de la gente, dejando un fuerte impacto que ayude a la gente a comprometerse profundamente consigo misma", dice. "Quiero ayudar a la gente a navegar por la vida y proporcionarle alegría, felicidad y contemplación".

Dentro de esta visión, Akosia reconoce la importancia de la representación y la fluidez. 

"Soy mucho más de lo que parece, todos lo somos, y tengo un profundo deseo de comunicar esta fluidez, esta libertad, a través de mi arte", dice. "Quiero aportar diversidad a la industria musical; no sólo en el sentido más literal, sino en el figurado". La conmovedora conexión de Akosia refleja su matizada experiencia al crecer en Australia. Continúa: "No soy ni de aquí ni de allá, soy una culminación de ambas exploradas en su contexto a través de las diferentes dimensiones del amor y la realidad. Mi música es fuerte, suave y en constante evolución".

Su repertorio como cantante incluye una discografía de música Jazz y Soul. Profundamente artística, fusiona temas africanos en la estética de sus vídeos musicales.

## Filmografía
- Winchester (2018) como Cotton Picker.
- Lilith (2018) como Refugiada.
- Reef Break (2019) como Reportera.
- Secret Bridesemaid's Business (2019) como Recepcionista.
- Erwin (2020) como Bineta.
- Deadhouse Dark (2020) como Demi.
- A Beautiful Request (2021) como Espectador de Teatro.
- Five Bedrooms (2021).
- Clickbait (2021) como Bailey Quinn
- Invisible como Aria.
- Thor: Love and Thunder (2022) como Diosa Bastet.